# 拉科讷
拉科讷（法語：Lacaune，法語發音：[lakon]）是法国奧克西塔尼大區塔恩省的一个市镇，属于卡斯特尔区。

## 地理
拉科讷（43°42'31"N, 2°41'32"E）面积91.36 平方千米，位于法国奧克西塔尼大區塔恩省，该省份为法国南部内陆省份，北起顺时针与阿韦龙省、埃罗省、奥德省、上加龙省和塔恩-加龙省接壤。
与拉科讷接壤的市镇（或旧市镇、城区）包括：米拉松、圣瑟韦迪穆斯捷、阿古河畔拉萨尔沃塔、丰里约、拉卡佩勒埃斯克鲁、日茹内、拉蒙泰拉列、穆兰马日、韦布尔河畔米拉、纳日、维亚讷。

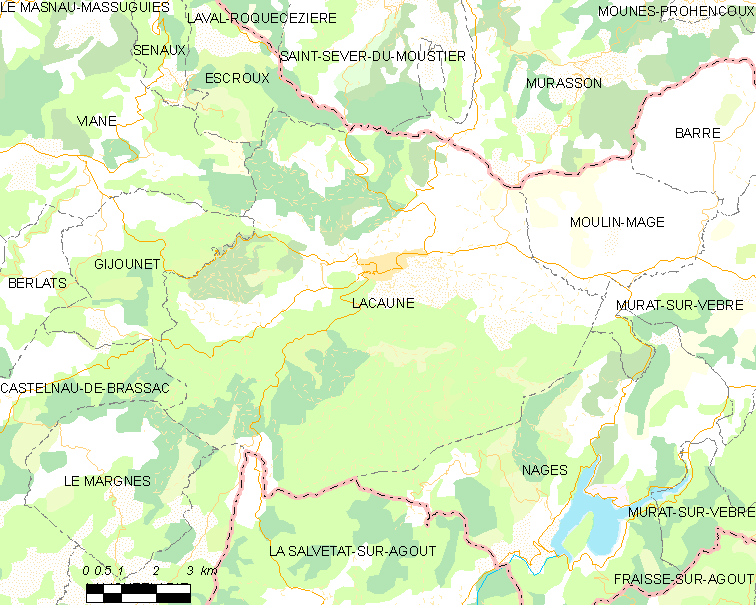
拉科讷的OSM定位图

拉科讷的时区为UTC+01:00、UTC+02:00（夏令时）。

## 行政
拉科讷的邮政编码为81230，INSEE市镇编码为81124。

## 政治
拉科讷所属的省级选区为奥克高地县。

## 人口

1962-2008年间拉科讷人口变化图示

拉科讷于2022年1月1日时的人口数量为2469人。